# NGC 714
NGC 714 je čočková galaxie v souhvězdí Andromedy. Její zdánlivá jasnost je 13,2m a úhlová velikost 1,50′ × 0,4′. Je vzdálená 204 milionů světelných let, průměr má 90 000 světelných let. Je členem kupy galaxií Abell 262. Galaxii objevil 28. října 1850 Bindon Blood Stoney.

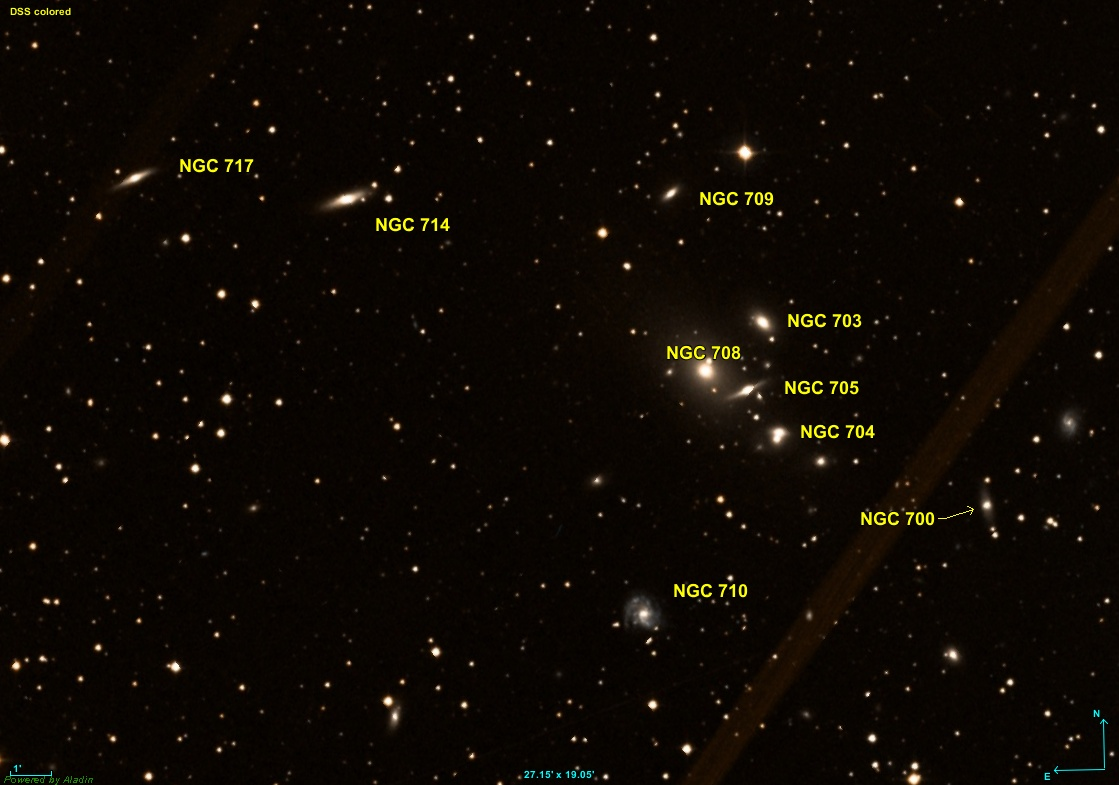
Abell 262